# Aigrefeuille-sur-Maine

Localització d'Aigrefeuille-sur-Maine

Aigrefeuille-sur-Maine (en bretó Kelenneg-ar-Mewan, en gal·ló Aègrefoeylh) és un municipi francès, situat a la regió de Loira Atlàntic, al departament de Loira Atlàntic, que històricament ha format part de la Bretanya. L'any 2006 tenia 2.564 habitants. Limita amb els municipis de Saint-Lumine-de-Clisson, Maisdon-sur-Sèvre, Château-Thébaud, Montbert, La Planche i Remouillé.

## Demografia
| Evolució de la població Cassini i INSEE |      |      |       |       |      |       |       |       |
| 1793                                    | 1800 | 1806 | 1821  | 1831  | 1836 | 1841  | 1846  | 1851  |
| 1.500                                   | 585  | 871  | 1.260 | 1.275 | -    | 1.369 | 1.422 | 1.427 |

| 1856  | 1861  | 1866  | 1872  | 1876  | 1881  | 1886  | 1891  | 1896  |
| ----- | ----- | ----- | ----- | ----- | ----- | ----- | ----- | ----- |
| 1.492 | 1.513 | 1.554 | 1.485 | 1.458 | 1.442 | 1.390 | 1.385 | 1.391 |

| 1901  | 1906  | 1911  | 1921  | 1926  | 1931  | 1936  | 1946  | 1954  |
| ----- | ----- | ----- | ----- | ----- | ----- | ----- | ----- | ----- |
| 1.310 | 1.280 | 1.226 | 1.103 | 1.102 | 1.073 | 1.061 | 1.065 | 1.062 |

| 1962  | 1968  | 1975  | 1982  | 1990  | 1999  | 2006 | 2011 | 2016 |
| ----- | ----- | ----- | ----- | ----- | ----- | ---- | ---- | ---- |
| 1.076 | 1.280 | 1.489 | 1.829 | 1.987 | 2.151 | -    | -    | -    |

| 2019 | - | - | - | - | - | - | - | - |
| ---- | - | - | - | - | - | - | - | - |
| -    | - | - | - | - | - | - | - | - |

## Administració
| Període | Identitat          | Partit        |
| ------- | ------------------ | ------------- |
| 1989-   | Jean-Yves Templier | Divers gauche |

## Personatges il·lustres
- Yann Groix, militant nacionalista bretó mort el 1991.